# Azud Pozo de los Ramos

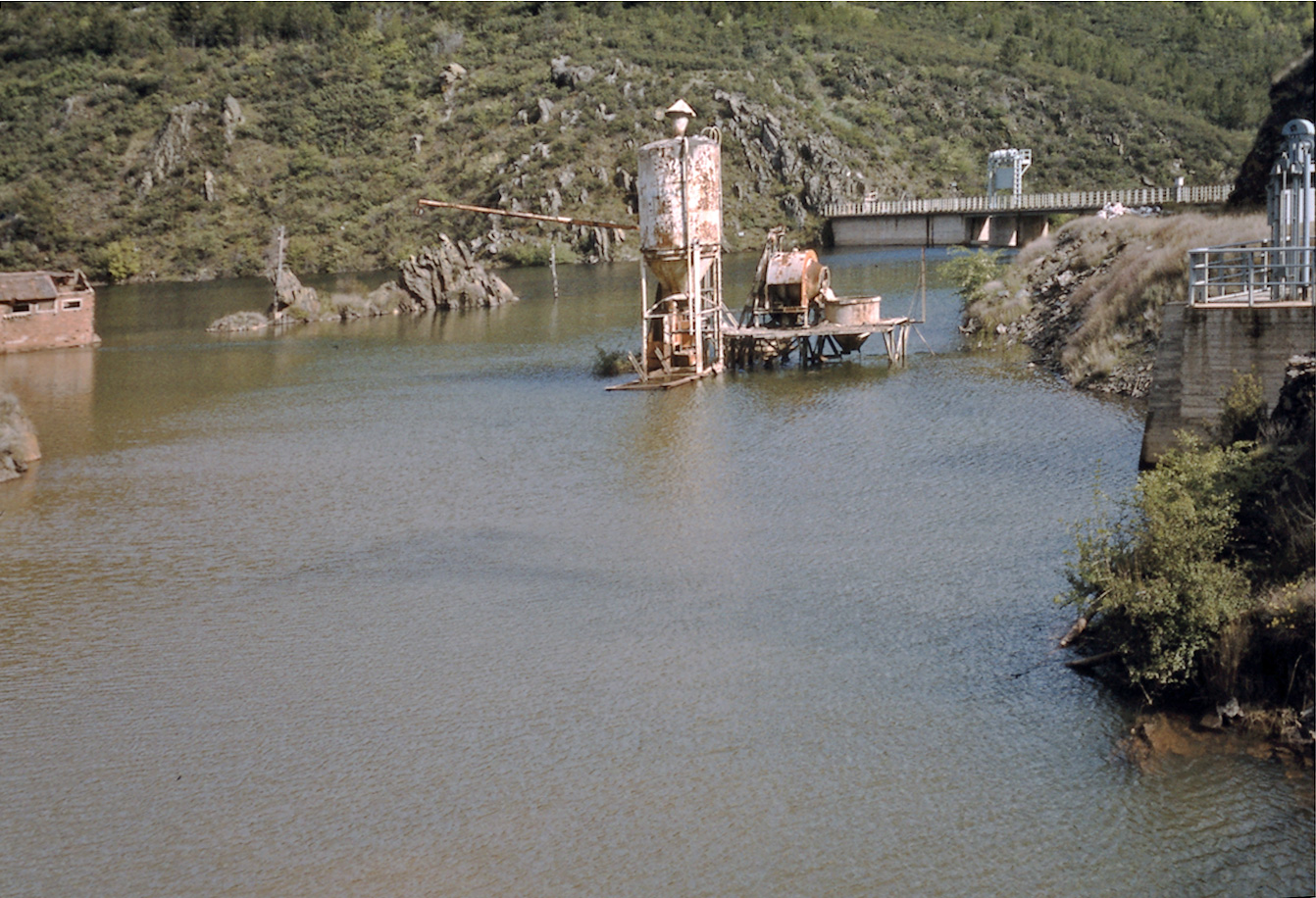
Embalse y compuerta del canal de trasvase a la derecha

El azud Pozo de los Ramos es un embalse español situado en el cauce del río Sorbe, en la provincia de Guadalajara, y enclavado entre la sierra de Ayllón y la sierra de Alto Rey. Se inauguró en 1972 para derivar agua desde el Sorbe al canal del Jarama, junto al embalse de El Vado, en el río Jarama, a través del canal del Sorbe para su uso por el Canal de Isabel II.
Los estudios para la construcción de un embalse en este punto, para el abastecimiento de agua a Madrid, se remontan a la segunda década del siglo XX. Ya en la memoria de 1914 del Canal de Isabel II se adjunta un plano sobre el que está dibujado un embalse de tamaño muy superior al actualmente construido, para un posible abastecimiento futuro.
El azud se construyó con carácter provisional a la espera de la construcción de una gran presa que permitiera la regulación del río, dado que el azud no tiene capacidad para ello, estando diseñado para que el agua que retiene alcance la cota suficiente para introducirse en el canal de trasvase. Existe un proyecto  para la construcción de una presa de hormigón, de planta curva, de 132 m de altura para regular 100 hm3/año.
También se realizó el correspondiente estudio del impacto ambiental en 1993.
El proyecto se encuentra actualmente paralizado.
También existe un proyecto de conexión entre los ríos Sorbe y Bornova para mejorar la garantía de suministro a los municipios abastecidos por la Mancomunidad de Aguas del Sorbe, utilizando la capacidad de regulación del embalse de Alcorlo. En algunas de las variantes de este proyecto se plantea la utilización de este azud, recrecido o no, como cabecera de este trasvase, si bien no es ninguna de estas variantes la propuesta actualmente, que ha recibido una calificación negativa de impacto ambiental.